# Neolitsea sanjappae
Neolitsea sanjappae är en lagerväxtart som beskrevs av M.K.Pathak, Bhaumik & Chakrab.. Neolitsea sanjappae ingår i släktet Neolitsea och familjen lagerväxter. Inga underarter finns listade i Catalogue of Life.